# IC 1131
IC 1131 — галактика типу E1 () у сузір'ї Змія.
Цей об'єкт міститься в оригінальній редакції індексного каталогу.